# Ceroctena quadricolor
Ceroctena quadricolor là một loài bướm đêm trong họ Noctuidae.